# Para ti
«Para Ti»  (рус. «Для тебя») — десятый альбом певца и композитора из Доминиканской Республики Хуана Луиса Герры, записанный им вместе со своей группой «440». Диск выпущен в свет 31 августа 2004 года лейблом звукозаписи Universal Latino.

## Список композиций
| Номер | Название           | Длительность |
| ----- | ------------------ | ------------ |
| 1.    | Soldado            | 3:54         |
| 2.    | Eres               | 3:26         |
| 3.    | Los dinteles       | 3:37         |
| 4.    | Gloria             | 4:49         |
| 5.    | Mi Padre me ama    | 4:08         |
| 6.    | Las avispas        | 3:17         |
| 7.    | Tan solo he venido | 4:10         |
| 8.    | Para Ti            | 3:43         |
| 9.    | Extiende tu mano   | 4:13         |
| 10.   | Cancion de sanidad | 4:37         |
| 11.   | Aleluya            | 2:25         |

## Участники записи

### Музыканты
- Автор и композитор: Хуан Луис Герра (Juan Luis Guerra);
- Вокалисты «440»: Адальхиса Панталеон (Adalgisa Pantaleón), Роджер Сайяс-Басан (Roger Zayas-Bazán), Кико Ризек (Quico Rizek);
- Гитара: Хуан Луис Герра (Juan Luis Guerra);
- Фортепиано и синтезатор: Марко Эрнандес (Marco Hernández);
- Фортепиано (меренге и сальса): Янина Росадо (Janina Rosado);
- Контрабас: Абеднего де лос Сантос (Abednego De Los Santos);
- Контрабас в «Las avispas»: Рубен Торибио (Rubén Toribio);
- Ударные: Эсекиэль Франсиско (Ezequiel Francisco);
- Тамбора, конги и бонго: Хуан де ла Крус (Juan De La Cruz);
- Перкуссия: Исидро Бобадилья (Isidro Bobadilla), Луис Мохика (Luis Mojica), Давид Арменгот (David Armengot);
- Гуира: Рафаэль Херман (Rafael Germán);
- Тромбон: Хуан Хосе Флете (Juan José Flete);
- Труба: Роден Сантос (Rodhen Santos);
- Альт-саксофон и тенор-саксофон: Луис дель Росарио (Luis Del Rosario).

### Приглашённые музыканты
- Валторна: Темистоклес Луна (Temístocles Luna), Марио Мартирес Ривера (Mario Mártires Rivera) и Альфонсо Гонсалес (Alfonso Gonzales);
- Труба в «Aleluya»: Луис «Каки» Руис (Luis «Kaki» Ruiz), Харольд Анделис (Harold Andeliz);
- Соло на саксофоне в «Mi Padre me ama» «Eres»: Эд Калье (Ed Calle);
- Фортепиано в «Tan sólo he venido»: Ариэль Пенья (Ariel Peña);
- Тромбон в «Aleluya»: Морено Фаси (Moreno Faci), (Patricio Bonilla);
- Хор: Ивелисс Гелл (Ivelisse Gell) в «Mi Padre me ama», Мириам Крус (Míriam Cruz), Долли Гарсия (Dolly García), Катя Родригес (Katia Rodríguez), Анани Гарсия (Anany García), Марко Эрнандес (Marco Hernández), Франк Сеара (Frank Ceara), Давид Васкес (David Vásquez), Сесилио Рамирес (Cecilio Ramírez), Бен-Гур Берроа (Ben Hur Berroa), Дикенс Сальседо (Dichens Salcedo).

### Запись
- Продюсер и аранжировщик: Хуан Луис Герра (Juan Luis Guerra);
- Ко-продюсер: Марко Эрнандес (Marco Hernández);
- Микс: Эрик Шилинг (Eric Schiling);
- Звукорежиссёры: Боливар Гомес (Bolívar Gómez), Луис Мансилья (Luis Mansilla), Карлос Альварес (Carlos Álvarez);
- Мастеринг: Боб Людвиг (Bob Ludwig) / Gateway Mastering Studios;
- Записано в JLG Estudio «EN KIU» (Санто-Доминго), Hit Factory (Майами).

### Обложка
- Дизайн: Хансель Маурис (Hansel Mauriz), MCR Mastercolor;
- Фотография: Хайме Энрике де Марчена (Jaime Enrique de Marchena);
- Концертная фотография: Анхель Гарсия (Ángel García).